# Gymnastes pictipennis
Gymnastes pictipennis är en tvåvingeart som beskrevs av Edwards 1916. Gymnastes pictipennis ingår i släktet Gymnastes och familjen småharkrankar. Inga underarter finns listade i Catalogue of Life.